# Batalion Straży (Estonia)

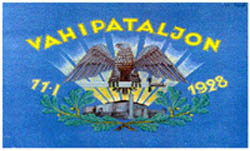
Sztandar batalionu sztabowego

Batalion Straży (est. Vahipataljon; nieoficjalnie: Gwardia Prezydenta, Presidendi kaardivägi) – reprezentacyjny batalion piechoty Estońskich Sił Obronnych od 2014 roku podporządkowany Policji Wojskowej. 

## Historia

### Okres międzywojenny
Batalion Straży powstał 9 stycznia 1919 roku w celu pełnienia służby wartowniczej w Tallinie, a także jako oddział reprezentacyjny przeznaczony do udziału w pogrzebach państwowych i podczas przyjmowania zagranicznych gości. 1 czerwca 1920 roku batalion został przemianowany w Talliński Samodzielny Batalion Straży. Po zajęciu Estonii przez Związek Radziecki 17 czerwca 1940 roku batalion został zdemobilizowany, a pod koniec sierpnia podporządkowany 21 Pułkowi Strzelców wchodzącemu w skład 180 Dywizji 22 Korpusu Strzeleckiego  .

### Współczesność
1 lutego 1993 roku na bazie Pułku Straży Bezpieczeństwa Wewnętrznego (Sisekaitse Valverügement) sformowano Samodzielny Batalion Straży (Üksik-vahipataljon), w ramach którego utworzono żandarmerską grupę szybkiego reagowania przeznaczoną do transportu aresztowanych żołnierzy zarówno estońskich, jak i rosyjskich. 1 maja 2003 roku batalionu stał się jednostką szkolenia piechoty. 1 stycznia 2009 roku Samodzielny Batalion Straży przemianowano na Batalion Straży (Vahipataljon)  .

## Zadania

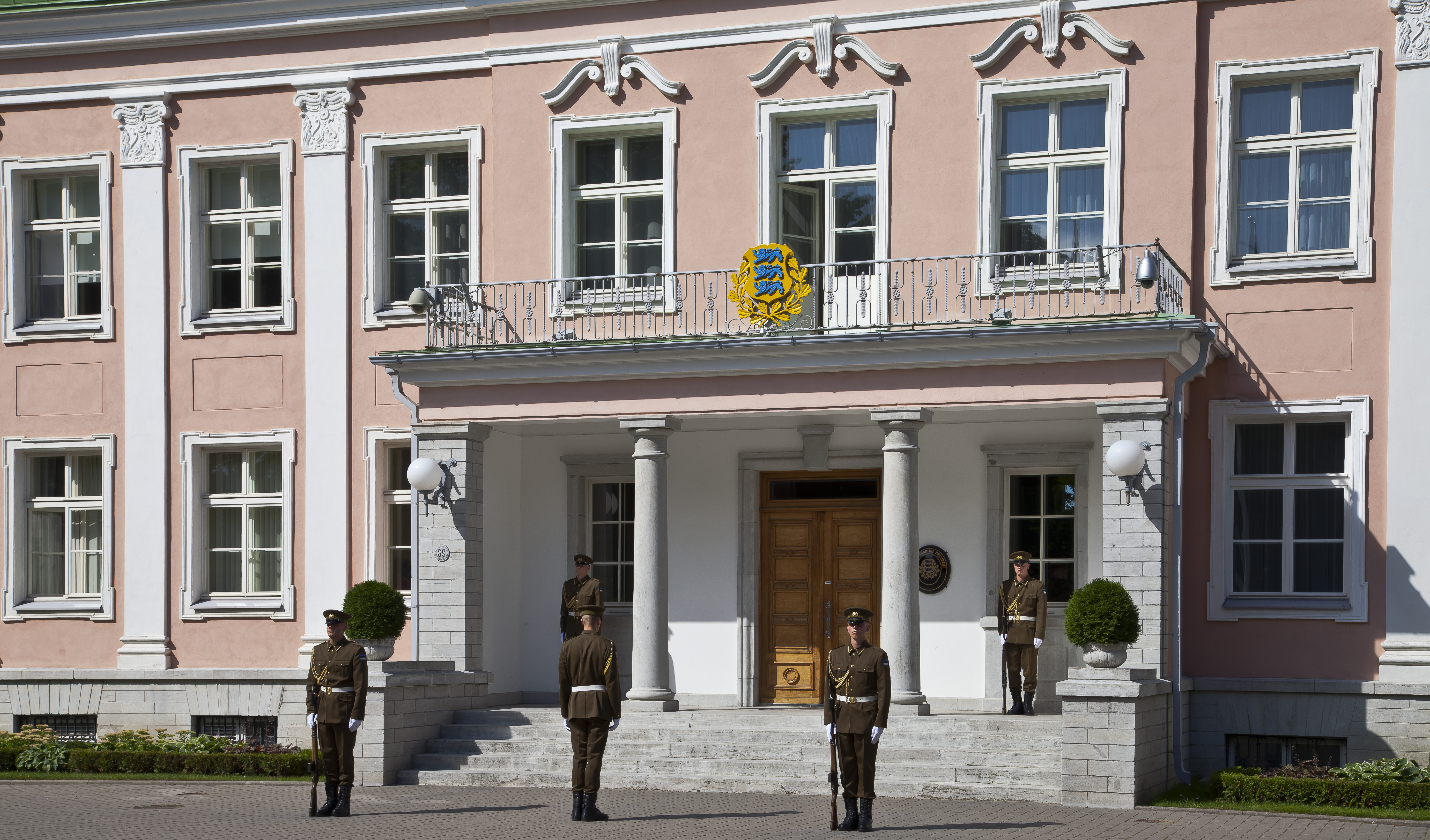
Zmiana warty przed Pałacem Prezydenckim

Do zadań batalionu należy zapewnienie przygotowania i wyszkolenia rezerwistów i poborowych Policji Wojskowej, przygotowanie uroczystości wojskowych oraz wystawianie straży honorowej. Żołnierze Batalionu Straży pełnią całodobową wartę przed Pałacem Prezydenckim, wystawiają reprezentacyjne pododdziały podczas wizyt zagranicznych głów państw, parad wojskowych, ceremonii złożenia wieńców, pogrzebów państwowych, wręczenia listów uwierzytelniających, oficjalnych przyjęć organizowanych przez Prezydenta i innych uroczystości okolicznościowych .